# Atractosteus tristoechus
El manjuarí o catán cubano (Atractosteus tristoechus) es una especie de pez dulceacuícola del orden Lepisosteiformes. Es endémico de Cuba e Isla de la Juventud, teniendo registros sin confirmar en otras islas y humedales semitropicales de algunos países centroaméricanos en la vertiente del Atlántico y el mar Caribe.[cita requerida]
Su origen se remonta al período carbonífero de la paleozoica en que aparecieron los primeros reptiles; mediante el registro fósil se ha observado que las especies actuales de manjuaríes mantienen pocas diferencias morfológicas con sus ancestros, por lo que se les considera fósiles vivientes.

## Morfología
El Manjuarí es uno de los peces de agua dulce más primitivos del planeta. Posee un cuerpo cilíndrico y alargado con escamas unidas en una especie de placa marcada por puntos, la cual es de gran dureza y utiliza como una defensa natural contra el ataque de depredadores tales como otros peces de mayor tamaño y cocodrilos. La cabeza es plana y el cráneo tiene huesos externos extremadamente duros, tiene hocico óseo con dientes aguzados. Su cuerpo, cubierto por un recubrimiento mucoso, le permite moverse con rapidez en el agua para atacar a sus presas o huir de los depredadores.
Otra peculiaridad de los Lepisosteiformes es que poseen una vejiga natatoria altamente vascularizada, esto significa que su interior está provisto de un gran número de vasos sanguíneos, lo que le permite tener intercambio gaseoso entre el tejido y el aire que llene dicha cavidad, por lo que esta vejiga funciona como si fuera un pseudopulmón, característica que le posibilita respirar en aguas estancadas. Estos peces poseen vértebras estructuralmente muy parecidas a las de los reptiles.

## Hábitat y distribución
Considerado un habitante de los ríos y los pantanos, el manjuarí de Cuba es de color verde oscuro, con una longitud máxima de dos metros. Se pueden encontrar en los pantanos de la Ciénaga de Zapata, en la zona occidental de Pinar del Río y en la Isla de la Juventud. Existen leyes que protegen su existencia y su hábitat para garantizar su supervivencia futura.

## Reproducción
Se reproducen en primavera, cuando se unen en grandes grupos para desovar, sus huevos son venenosos para gran cantidad de animales, incluyendo los humanos. Pero su carne sí es muy codiciada, lo que ha puesto en peligro de extinción a la especie.

## Conservación
En Cuba, esta especie está protegida y su reproducción en cautiverio se ha iniciado con grandes éxitos en el Centro Indígena de la Reproducción de la Ictiofauna de Matanzas.